# François Trolley de Prévaux
François, Joseph, Marie, Amédée Trolley de Prévaux, né le 22 mars 1886, mort le 18 juin 1956, est un général français.

## Biographie
François Trolley de Prévaux effectue sa formation d'officier à Saint-Cyr de 1905 à 1907. Le colonel François de La Rocque (1886-1946) est issu de la même promotion.
Promu au grade de chef de bataillon d'infanterie en 1927, il entre à l'état-major particulier du ministre de la Guerre André Maginot, en 1931. Lieutenant-colonel en mars 1931, il devient membre du cabinet du ministre de la Défense nationale François Piétri, en février 1932, puis de l'état-major particulier du ministre de la Guerre Joseph Paul-Boncour.
En septembre 1932, il prend un commandement au 503e régiment de chars de combat,, puis, en 1936 au 24e régiment d'infanterie.
Promu colonel, il est nommé en 1937 à la tête du 152e régiment d'infanterie,.
Promu général de brigade, il commande en 1940 l'infanterie de la 66e division dans les Alpes. À partir du 10 mai 1940, il commande la 235e division légère d'infanterie.

## Témoignage au procès de Riom
En mars 1942 le général de Trolley Prévaux témoigne à charge au procès de Riom.
Compte-rendu dans Le Figaro du 26 mars 1942 :

« Le général, qui commanda l'infanterie de la 66e division sur les Alpes, puis, à partir du 10 mai, la 235e division légère d'infanterie, expose à son tour toutes les déficiences dont ses troupes étaient grevées.

L'instruction, surtout pour les troupes de série B, était médiocre, résultat du service d'un an, et le manque de cadres d'active se faisait lourdement sentir.

Le général, dans un langage particulièrement châtié, avec une netteté qui fait impression sur la Cour et sur l'auditoire, souligne les graves atteintes portées au moral de la nation par la politique de nos gouvernements, de 1936 à 1939.

Le moral, dit-il, laissait à désirer. La troupe n'aimait ni la discipline, ni l'effort, et les cadres n'avaient ni le souci. ni le désir d'affirmer leur autorité. Il faut en rechercher les causes dans un état d'esprit trop répandu et entretenu avec soin par une active propagande antimilitariste, surtout dans les casernes. Il est évident que, au cours des années qui ont immédiatement précédé la guerre, l'esprit militaire du pays a fléchi. Les officiers étaient fréquemment pris à partie par une certaine presse ; nos qualités guerrières se sont trouvées émoussées. Grâce à l'action constante et tenace des chefs, cet état d'esprit s'est peu à peu modifié, malgré les campagnes de presse et de radio qui laissaient entrevoir une victoire acquise sans combats.

Le général précise que le rappel des affectés spéciaux, effectué au bénéfice de certains débrouillards jouissant d'appuis politiques, avait encore accentué le mécontentement de la troupe. Quant au matériel, il présentait d'importantes lacunes, surtout en ce qui concerne les canons antichars, les mines, la défense antiaérienne des unités, les véhicules. Sur une question du procureur général Cassagneau. le général Trolley de Prévaux précise encore que ces lacunes s'étendaient aux transmissions et à l'optique. Pour le matériel d'optique, en effet, les déficits initiaux s'accentuèrent encore au cours de l'hiver 1939-1940.

Aucun des inculpés, ou de leurs conseils n'ayant de question à poser, le président suspend l'audience avant de procéder à l'audition du général Touchon. »

## Famille
Il est le frère de l'amiral Jacques Trolley de Prévaux (1888-1944) — résistant, fusillé avec son épouse par les Allemands —, dont il a recueilli et élevé la fille en lui tenant secrète l'origine de sa naissance (voir : « Jacques Trolley de Prévaux – Mémoire »).

## Décorations
- Commandeur de la Légion d'honneur (25 octobre 1943)[11]
- Croix de guerre 1914–1918[11]
- Médaille coloniale avec agrafe "Maroc" (28 avril 1914)[11]
- Officier de l'ordre du Ouissam alaouite (1er avril 1916)[11]